# Pondělí
Pondělí (zast. a nář. pondělek) je jeden ze sedmi dnů v týdnu. V českém občanském kalendáři je pondělí první den týdne, ale v tradičním židovském a křesťanském kalendáři je považován za den druhý. Pondělím také začíná pracovní týden.
Název pondělí pochází od názvu neděle (zkráceně „po neděli“). Stará severština pondělí pojmenovala po Manim, bohu Měsíce. Podobně je tomu i v na latinském základě založených jazycích, jako např. v italštině (Lunedì), francouzštině (lundi), španělštině (Lunes) a rumunštině (Luni), což jsou názvy vycházející z latinského výrazu pro Měsíc neboli lunu. Slovanská slova pro tento den v týdnu jsou podobná jako v češtině.
Za první den týdne je pondělí považováno ve většině Evropy, části Afriky, Austrálie a Jižní Ameriky. V Asii, kde byl západní kalendářní systém představen až v průběhu 20. století, má pondělí v mnoha jazycích význam jako „den začátku“. Například v čínštině se pondělí nazývá xingqi yi, což znamená „den číslo jedna v týdnu“. Také mezinárodní standard, ISO 8601, definuje pondělí jako první den týdne.
Podle židovsko-křesťanského počítání je pondělí druhým dnem, zatímco prvním dnem týdne je neděle. Tento systém je také standardním formátem v Kanadě a ve Spojených státech. Název pondělí v takových jazycích, jako je arabština, arménština, gruzínština, řečtina, hebrejština, perština, portugalština a syrština znamená „druhý den“. Kvakeři také tradičně hovoří o pondělí jako o „druhém dnu“, aby se vyvarovali jeho standardnímu anglickému názvu (Monday) s jeho pohanským původem. Z podobných důvodů je u liturgického kalendáře římskokatolické církve odkazováno na pondělí jako na „Feria II“.[zdroj?] Portugalský název pro pondělí tento název reflektuje, podobně jako pro ostatní dny s výjimkou soboty a neděle: Portugalský název pondělí je tak segunda-feira.
Moderní kultura se obvykle dívá na pondělí jako na začátek pracovního týdne, kdy v typickém pondělí jdou dospělí lidé po víkendu opět do práce a děti do školy. V zemích Středního východu je začátkem pracovního týdne obvykle sobota (čtvrtek a pátek jsou dodržovány jako víkend). V Izraeli je prvním pracovním dnem týdne neděle. Pátek je zde z poloviny pracovní den a páteční noc a celá sobota náleží šabatu.

Slovo pro pondělí v evropských jazycích

## Zajímavosti
V Thajsku je s pondělím spojena zelená barva, jak je možno se přesvědčit u Thajského solárního kalendáře. V českých zemích se používá výraz modré pondělí, který dříve označoval poslední masopustní pondělí. Kostely se zdobily modrým nebo fialovým suknem.
Pan Pondělí je název knihy a jméno protagonisty, autorem je australský sci-fi autor Garth Nix.

## Přehled
| jazyk             | výslovnost                       | význam                | poznámka |
| ----------------- | -------------------------------- | --------------------- | --- |
| albánština        | E Hane                           | Den Měsíce            | doslovný překlad |
| angličtina        | Monday                           | Měsíční den           | doslovný překlad |
| arabština         | الاثنين al-ithnayn               | druhý (den)           | doslovný překlad |
| slovenština       | pondelok                         | Den po neděli         | ve slovanských jazycích jsou jména dnů spjatá s jejich pořadím v týdnu a s několika církevními obyčeji |
| čeština           | pondělí                          | Den po neděli         | ve slovanských jazycích jsou jména dnů spjatá s jejich pořadím v týdnu a s několika církevními obyčeji |
| čínština          | 礼拜一 星期一 libaiyi xingqiyi   | první den týdne       | Čínské dny v týdnu jsou číslovány 礼拜 libai je více jihočínská varianta slova týden a vychází zhruba ze smyslu „zbožňovat, ctít“ 星期 xingqi je jiný mandarinský výraz pro týden a skládá se z písmen 星 xing (= hvězda) a 期 qi (= období, perioda), může být tedy překládán jako „hvězdné období“, ohlas na původní babylonský význam. |
| dánština          | mandag                           | Den Měsíce            | doslovný překlad |
| francouzština     | lundi                            | Den Měsíce            | doslovný překlad |
| hebrejština       | יום שני‎ jom šeni                 | druhý den             | doslovný překlad |
| hindština         | सोमवार somvār                      | Den Měsíce            | doslovný překlad |
| italština         | lunedì                           | Den Měsíce            | doslovný překlad |
| japonština        | 月曜日 gecujóbi                  | Měsíční den           | Japonské dny v týdnu jsou nazývány podle nebeských těles: Slunce a Měsíc, pak následuje pět planet přiřazených jednomu z pěti elementů. |
| katalánština      | dilluns                          | Den Měsíce            | doslovný překlad |
| korejština        | 월요일 walyoil                   | Měsíční den           | Korejské dny v týdny jsou též nazvány podle nebeských těles. |
| latina            | dies lunae                       | Den Měsíce            | doslovný překlad |
| maďarština        | hétfő                            | Hlava sedmi (= týden) | Začátek týdne |
| němčina           | Montag                           | Měsíční den           | doslovný překlad |
| norština          | mandag (bokmål) måndag (nynorsk) | Den Měsíce            | doslovný překlad |
| novořečtina       | Δευτέρα devtéra                  | druhý (den)           | doslovný překlad |
| perština          | دوشنبه do-schambe                | druhý den             | doslovný překlad |
| polština          | poniedziałek                     | Den po neděli         | ve slovanských jazycích jsou jména dnů spjatá s jejich pořadím v týdnu a s několika církevními obyčeji |
| portugalština     | Segunda-feira                    | druhý den             | doslovný překlad (slovo feira není samotné používáno ve smyslu „Den“; z lat. „feria“ – volný den – pak „2. den po dni odpočinku“ – tím byl míněn sabat |
| ruština           | понедельник ponědělnik           | Den po neděli         | ve slovanských jazycích jsou jména dnů spjatá s jejich pořadím v týdnu a s několika církevními obyčeji |
| starohornoněmčina | mānetag                          | Měsíční den           | doslovný překlad |
| španělština       | lunes                            | Den Měsíce            | doslovný překlad |
| švédština         | måndag                           | Den Měsíce            | doslovný překlad |
| turečtina         | Pazartesi                        | po neděli             | doslovný překlad |
| vietnamština      | ngày thứ hai                     | den druhý             | doslovný překlad |

## Různé názvy pondělí
- Černé pondělí
- Modré pondělí
- Čisté pondělí
- Rosen Montag
- Velikonoční pondělí